# Protověda
Ve filozofii vědy existuje několik definic termínu protověda.
Jeho nejjednodušší význam (proto- + věda) označuje rané období dějin vědy, kdy se vědecká metoda teprve rodila.
Jiný význam rozšiřuje tuto myšlenku do současnosti, kdy protověda představuje vznikající vědu, který sice ještě není zcela vědecká, ale později se může stát řádnou vědou. Příkladem je obecná teorie relativity, která začala jako protověda (teoretická práce, která nebyla ověřena), ale později byla experimentálně ověřena a stala se plně vědeckou. Protověda se v tomto smyslu odlišuje od pseudovědy skutečnou ochotou ke změně na základě nových důkazů, na rozdíl od teorie, kterou lze použít k racionalizaci předem daného přesvědčení (tj. konfirmační zkreslení).
Filozof chemie Jaap Brakel definuje protovědu jako "studium normativních kritérií pro používání experimentální technologie ve vědě". Thomas Kuhn řekl, že "protovědy vytvářejí testovatelné závěry, ale přesto se svými vývojovými vzorci podobají spíše filozofii a umění než zavedeným vědám. Mám na mysli například obory jako chemie a elektřina před polovinou 18. století, studium dědičnosti a fylogeneze před polovinou 19. století nebo mnohé dnešní společenské vědy." Konstatuje sice, že splňují demarkační kritéria falzifikovatelnosti od Poppera, ale klade si otázku, zda diskuze v protovědních oborech "vede k jednoznačnému pokroku". Kuhn dospěl k závěru, že protovědy, "stejně jako umění a filozofie, postrádají určitý prvek, který ve vyspělých vědách umožňuje zjevnější formy pokroku. Není to však nic, co by mohl poskytnout metodologický předpis. Nemám k dispozici žádnou terapii, která by protovědě pomohla k přeměně ve vědu, a nepředpokládám ani, že by ji měl k dispozici někdo jiný".
Související výraz "předvědecký" znamená "vztahující se k době před vznikem vědy". Například tradiční medicína existovala tisíce let před lékařskou vědou, a proto lze mnoho jejích aspektů označit za předvědecké. V příbuzném smyslu lze za předvědecká označit i protovědecká témata (například alchymii Newtonovy doby), přičemž v tomto případě mohou označení proto- a před- (pre-) fungovat víceméně jako synonyma (druhé jmenované se ostřeji zaměřuje na myšlenku, že nic jiného než věda není vědou).
Ve srovnání s okrajovými vědami, které jsou považovány za vysoce spekulativní nebo dokonce silně vyvrácené, se některé protovědy stávají uznávanou součástí hlavního proudu vědy. Historický základ velké části moderní chemie vychází z objevů alchymie, protochemie využívající některé moderní techniky a postupy moderní osvědčené chemie.